# كرسي السيدة ماكوري
يُعد كرسي السيدة ماكوري أحد المعالم التاريخية الموجودة في ميناء سيدني بأستراليا، يقع المعلم الأثري في شمال شرق حديقة النباتات الملكية بسيدني، من موقع ذلك المعلم الاثري يمكنك أن ترى مسرح سيدني الكبير، يمكنك كذلك أن ترى جسر سيدني الكبير، والمشهد المهيب لارتفاع الجسر عن سطح البحر. كان كرسي السيدة ماكوري في الأساس حجر رملى مكشوف موجود في شبه جزيرة بميناء سيدني. تم نحته عام 1810 ليصبح بهذا الشكل الموجود به الآن، وتم إهداؤه إلى السيدة ماكوري، لذلك اُطلق عليه بعد ذلك كرسي السيدة ماكوري. وهو جزء من
دوميان، سيدني القريبة من حديقة النباتات الملكية.